# NGC 1323
NGC 1323 este o galaxie lenticulară situată în constelația Eridanul. A fost descoperită în 19 decembrie 1849 de către William Parsons, 3rd Earl of Rosse⁠(d). Se află la o distanță de 80,29 de megaparseci de Pământ.